# Mranti
Mranti is een bestuurslaag in het regentschap Purworejo van de provincie Midden-Java, Indonesië. Mranti telt 2691 inwoners (volkstelling 2010).